# Jill Scott
Jill Scott (ur. 4 kwietnia 1972 w Filadelfii) – amerykańska piosenkarka R&B, soulowa i jazzowa, autorka tekstów oraz kompozytorka. Na swoim koncie ma dziewięć nominacji oraz dwie nagrody Grammy.

## Dyskografia

### Albumy
| Rok  | Album                                             | US | US R&B | UK |
| ---- | ------------------------------------------------- | -- | ------ | -- |
| 2000 | Who Is Jill Scott? Words and Sounds Vol. 1        | 17 | 2      | 69 |
| 2001 | Experience: Jill Scott 826+                       | 38 | 7      | -  |
| 2004 | Beautifully Human: Words and Sounds Vol. 2        | 3  | 1      | 27 |
| 2007 | Collaborations (Jill Scott album)\|Collaborations | 11 | 3      | -  |
| 2007 | The Real Thing: Words and Sounds Vol. 3           | 4  | 2      | -  |
| 2011 | The Light Of The Sun                              | 1  | 1      | -  |

### Single
- 2000 "Gettin' In the Way"
- 2001 "A Long Walk"
- 2001 "The Way"
- 2002 "He Loves Me (Lyzel In E Flat)"
- 2002 "Gimme"
- 2004 "Golden"
- 2005 "Whatever"
- 2005 "Cross My Mind"
- 2005 "The Fact Is (I Need You)"
- 2007 "Hate on me"
- 2007 "My love"